# Třída Blonde
Třída Blonde byla třída lehkých křižníků Royal Navy. Celkem byly postaveny dvě jednotky této třídy. Ve službě byly v letech 1910–1921. Účastnily se první světové války. Jednalo se o menší křižníky označované jako Scouts. Měly sloužit jako vůdčí lodi torpédoborců, jejich novým typům však již nestačily rychlostí. Byly to první britské křižníky vyzbrojené 533mm torpédomety.

## Stavba
V rámci programu pro rok 1909 britské námořnictvo objednalo dva malé křižníky určené pro spolupráci s torpédoborci. Jednalo se o vylepšenou verzi třídy Boadicea se silnější výzbrojí (více hlavních děl, torpédomety větší ráže). Dvě jednotky třídy Blonde postavila v letech 1909–1911 loděnice Pembroke Dockyard.
Jednotky třídy Blonde:
| Jméno   | Loděnice          | Založení kýlu    | Spuštěna           | Vstup do služby | Poznámka              |
| ------- | ----------------- | ---------------- | ------------------ | --------------- | --------------------- |
| Blonde  | Pembroke Dockyard | 6. prosince 1909 | 22. července 1910  | květen 1911     | Prodán do šrotu 1920. |
| Blanche | Pembroke Dockyard | 12. dubna 1909   | 25. listopadu 1909 | listopad 1910   | Prodán do šrotu 1921. |

## Konstrukce
Křižníky chránilo lehké pancéřování. Tvořila jej 50mm pancéřová paluba a 100mm pancéřování můstku. Výzbroj tvořilo deset 102mm/50 kanónů BL Mk.VIII, čtyři 47mm kanóny a dva 533mm torpédomety. Pohonný systém tvořilo dvanáct kotlů Yarrow a čtyři parní turbíny Parsons o výkonu 18 000 shp, pohánějící čtyři lodní šrouby. Nejvyšší rychlost byla 24,5 uzlu.

### Modernizace
Roku 1917 byly oba křižníky upraveny na minonosky.

## Osudy

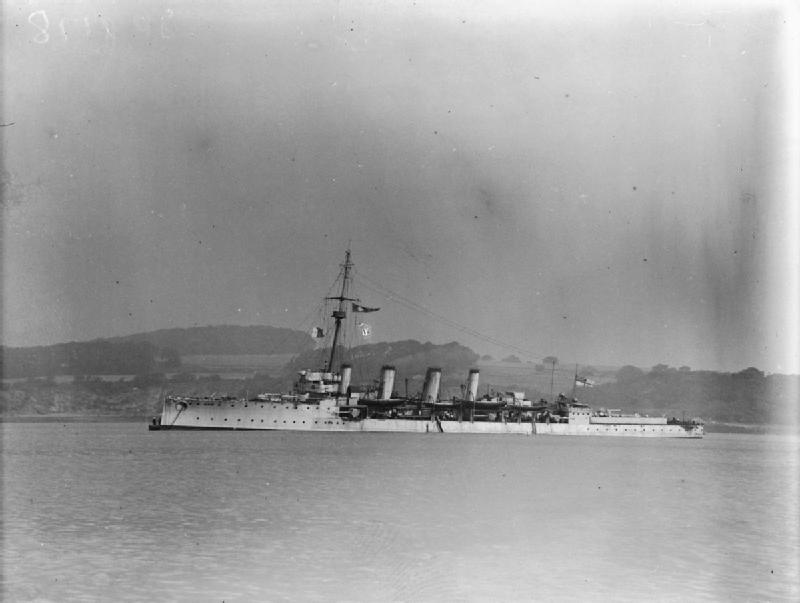
HMS Blanche v roce 1918

Obě lodi byly v aktivní službě v době první světové války. Na jejím počátku byly součástí Velkého loďstva. Blanche sloužil jako předzvědný křižník u 3. eskadry bitevních lodí, zatímco Blonde plnil stejnou úlohu u 4. eskadry bitevních lodí. Blanche se na přelomu května a června 1916 účastnil bitvy u Jutska. V roce 1917 byly obě lodi používány jako minonosky. Křižník Blanche během šestnácti akcí položil celkem 1238 min. Naopak křižník Blonde do minových operací nasazen nebyl. Jak Blonde, tak Blanche válku přečkaly a byly sešrotovány na počátku 20. let. Blonde byl vyřazen roku 1920 a Blanche roku 1921.